# Кайл Голдвін
Кайл Альберт Голдвін (англ. Kyle Albert Goldwin; нар. 24 квітня 1985, Гібралтар) — гібралтарський футболіст, воротар «Лінкольн Ред Імпс» та національної збірної Гібралтару.

## Клубна кар'єра
Вихованець «Лінкольн Ред Імпс», в юні роки залишив команду й грав у футзал. Про вище вказаний період дані майже відсутні, але відомо, що до 2009 року кайл захищав кольори футзального клубу «Лагуна». У 2009 році перейшов до «Спортінга» (Гібралтар), в якому провів 4 роки. У 2013 році підсилив «Ґласіс Юнайтед» з Прем'єр-дивізіону Гібралтару. Після вступу Гібралтару до УЄФА через приплив іспанських футболістів майже не грав, тому в 2014 році став гравцем нещодавно відродженого «Гібралтар Юнайтед». Клуб сповідував філософію комплектації команди виключно місцевими футболістами, завдяки чому Голдвін швидко став провідним гравцем команди та допоміг їй підвищитися в класі. У березні 2016 року підписав з клубом новий довгостроковий контракт. За підсумками сезонів 2016 та 2017 років включений вболівальниками до Футбольної 11-ки Гібралтару (збірна гравців місцевого чемпіонату). У липні 2019 року Чіно підписав контракт з «Лінкольн Ред Імпс», за молодіжну команду якого виступав на початку 2000-их років.

## Кар'єра в збірній
Хороша форма, яку Кайл продемонстрував у складі «Гібралтар Юнайтед»,дозволила йому наприкінці 2015 року отримати дебютний виклик до національної збірної Гібралтару. У березні 2016 року отримав перший виклик для участі в матчах проти Ліхтенштейну та Латвії, але так і не дебютував за збірну до 25 березня 2018 року, коли вийшов у стартовому складі товариського матчу проти Латвії на стадіоні «Вікторія». Відіграв усі 90 хвилин та відстояв ворота національної команди «на нуль», а Гібралтар здобув одну з нечисленних своїх перемог (1:0). 
13 жовтня 2018 року вийшов у стартовому складі переможного (1:0) поєдинку Ліги націй УЄФА проти Вірменії. Ця перемога стала першою для Гібралтара, яку невелика країна здобула в офіційних турнірах. У вище вказаному матчі Голдвін відстояв «на нуль» відбивши 34 удару, в тому числі й 9 — від вірменського представника англійської Прем'єр-ліги Генріха Мхітаряна.

## Статистика виступів

### У збірній
Станом на 30 березня 2021.
| Національна збірна | Сезон   | Матчі | Голи |
| ------------------ | ------- | ----- | ---- |
| Гібралтар          | 2018    | 6     | 0    |
| Гібралтар          | 2019    | 8     | 0    |
| Гібралтар          | 2020    | 3     | 0    |
| Гібралтар          | 2021    | 2     | 0    |
| Загалом            | Загалом | 19    | 0    |

## Досягнення
«Лінкольн Ред Імпс»
- Прем'єр-дивізіон Гібралтару
  -  Чемпіон (1): 2020/21
- Кубок Гібралтару
  - Володар (1): 2021